# Hertsånger
Hertsånger är ett naturreservat i Robertsfors kommun, sydost om Ånäset.
Naturreservatet vid Hertsångerälven bildades 1983 och ligger mellan byn Hertsånger och havet, på ett brett näs mellan Gumbodafjärden i söder och Långviksfjärden i norr. Naturreservatet är på 700 hektar och består av en ett stort antal små myrar, granskogar, hällmarkstallskogar och en öppen moränkust.